# Kostel svatého Havla (Turany)
Kostel svatého Havla v Turanech je římskokatolický kostel a kulturní památka Slovenské republiky. Kostel stojí v centru obce na vyvýšeném místě. Před kostelem je zvonice, v níž se nacházejí dva zvony.

## Charakteristika
Kostel byl postaven na počátku 14. století (pravděpodobně rok 1300 - 1304) v gotickém stylu a později byl doplněn renesančními prvky. Kostel byl do současnosti mnohokrát přestavován a opravován. Kolem kostela je postavena zeď, která je z husitských dob. Na oltáři se nacházely vzácné staré malby a fresky, které však ztratily na hodnotě neboť je v minulosti někdo neodborně přemaloval. V roce 1636 při požáru shořel vzácný oltář sv. Kateřiny. V letech 1636 - 1639 byl kostel renovován. Koncem 20. století prošel kostel důkladnou rekonstrukcí.